# Campeonato Africano de Fútbol Playa de 2011
El Campeonato Africano de Fútbol Playa de 2011 por parte de la CAF es la que determina a los dos equipos que se clasificaran a la Copa Mundial de Fútbol Playa FIFA 2011. Es un torneo que se llevó a cabo del 15 al 19 de junio de 2011 en un estadio temporal construido para este evento en la playa de Ain Diab en Casablanca, Marruecos. Es la primera vez que se celebra este evento fuera de Durban, Sudáfrica.

## Equipos participantes
Nueve equipos confirmaron su participación en este torneo:
- Argelia
- Egipto
- Libia
- Madagascar
- Marruecos
- Nigeria
- Sudáfrica
- Senegal
- Costa de Marfil

La Selección del  Congo había anunciado originalmente su participación, pero fue forzado a abandonar por serios problemas administrativos.

## Etapa de Grupos
Por el abandono del Congo, se determinó que los 9 equipos se dividan en 3 grupos de 3 integrantes cada uno con formato de todos contra todos en cada grupo. Los primeros lugares de cada grupo más el mejor segundo suman los 4 equipos que avanzaron a las semifinales.
El Sorteo para definir los grupos y partidos fue llevado a cabo en Casablanca el 13 de junio de 2011.

### Grupo A
| Equipo    | PJ | PG | PEN | PP | GF | GC | Dif | Pts |
| --------- | -- | -- | --- | -- | -- | -- | --- | --- |
| Egipto    | 2  | 2  | 0   | 0  | 7  | 3  | +4  | 6   |
| Marruecos | 2  | 1  | 0   | 1  | 7  | 8  | -1  | 3   |
| Libia     | 2  | 0  | 0   | 2  | 8  | 11 | -3  | 0   |

| Fecha               | Lugar      |           |                      | Resultado |                   |        |
| ------------------- | ---------- | --------- | -------------------- | --------- | ----------------- | ------ |
| 15 de junio de 2011 | Casablanca | Marruecos | Bandera de Marruecos | 7:5       | Bandera de Libia  | Libia  |
| 16 de junio de 2011 | Casablanca | Egipto    | Bandera de Egipto    | 4:3       | Bandera de Libia  | Libia  |
| 17 de junio de 2011 | Casablanca | Marruecos | Bandera de Marruecos | 0:3       | Bandera de Egipto | Egipto |

### Grupo B
| Equipo     | PJ | PG | PEN | PP | GF | GC | Dif | Pts |
| ---------- | -- | -- | --- | -- | -- | -- | --- | --- |
| Nigeria    | 2  | 2  | 0   | 0  | 13 | 7  | +6  | 6   |
| Madagascar | 2  | 1  | 0   | 1  | 6  | 5  | +1  | 3   |
| Sudáfrica  | 2  | 0  | 0   | 2  | 4  | 11 | -7  | 0   |

| Fecha               | Lugar      |           |                      | Resultado |                       |            |
| ------------------- | ---------- | --------- | -------------------- | --------- | --------------------- | ---------- |
| 15 de junio de 2011 | Casablanca | Nigeria   | Bandera de Nigeria   | 5:3       | Bandera de Madagascar | Madagascar |
| 16 de junio de 2011 | Casablanca | Sudáfrica | Bandera de Sudáfrica | 0:3       | Bandera de Madagascar | Madagascar |
| 17 de junio de 2011 | Casablanca | Nigeria   | Bandera de Nigeria   | 8:4       | Bandera de Sudáfrica  | Sudáfrica  |

### Grupo C
| Equipo          | PJ | PG | PEN | PP | GF | GC | Dif | Pts |
| --------------- | -- | -- | --- | -- | -- | -- | --- | --- |
| Senegal         | 2  | 2  | 0   | 0  | 12 | 6  | +6  | 6   |
| Argelia         | 2  | 1  | 0   | 1  | 9  | 12 | -3  | 3   |
| Costa de Marfil | 2  | 0  | 0   | 2  | 5  | 8  | -3  | 0   |

| Fecha               | Lugar      |                 |                            | Resultado |                            |                 |
| ------------------- | ---------- | --------------- | -------------------------- | --------- | -------------------------- | --------------- |
| 15 de junio de 2011 | Casablanca | Senegal         | Bandera de Senegal         | 9:4       | Bandera de Argelia         | Argelia         |
| 16 de junio de 2011 | Casablanca | Costa de Marfil | Bandera de Costa de Marfil | 3:5       | Bandera de Argelia         | Argelia         |
| 17 de junio de 2011 | Casablanca | Senegal         | Bandera de Senegal         | 3:2       | Bandera de Costa de Marfil | Costa de Marfil |

## Fase final
|  | Semifinales | Semifinales |         |         | Final      | Final     |  |
|  |             |             |         |         |            |           |  |
|  |             |             |         |         |            |           |  |
|  | Nigeria     | 7           |         |         |            |           |  |
|  | Nigeria     | 7           |         |         |            |           |  |
|  | Madagascar  | 6           |         |         |            |           |  |
|  | Madagascar  | 6           |         | Nigeria | 4          |           |  |
|  |             |             |         | Nigeria | 4          |           |  |
|  |             |             | Senegal | 7       |            |           |  |
|  | Senegal     | 4           | Senegal | 7       |            |           |  |
|  | Senegal     | 4           |         |         |            |           |  |
|  | Egipto      | 2           |         |         | 3º puesto  | 3º puesto |  |
|  | Egipto      | 2           |         |         | 3º puesto  | 3º puesto |  |
|  |             |             |         |         |            |           |  |
|  |             |             |         |         | Madagascar | 4 (0)     |  |
|  |             |             |         |         | Madagascar | 4 (0)     |  |
|  |             |             |         |         | Egipto     | 4 (1)     |  |
|  |             |             |         |         | Egipto     | 4 (1)     |  |
|  |             |             |         |         |            |           |  |

### Séptimo lugar
| Fecha               | Lugar      |       |                  | Resultado |                            |                 |
| ------------------- | ---------- | ----- | ---------------- | --------- | -------------------------- | --------------- |
| 18 de junio de 2011 | Casablanca | Libia | Bandera de Libia | 4:5       | Bandera de Costa de Marfil | Costa de Marfil |

### Quinto Lugar
| Fecha               | Lugar      |           |                      | Resultado |                    |         |
| ------------------- | ---------- | --------- | -------------------- | --------- | ------------------ | ------- |
| 19 de junio de 2011 | Casablanca | Marruecos | Bandera de Marruecos | 7:5       | Bandera de Argelia | Argelia |

### Semifinales
| Fecha               | Lugar      |         |                    | Resultado |                       |            |
| ------------------- | ---------- | ------- | ------------------ | --------- | --------------------- | ---------- |
| 18 de junio de 2011 | Casablanca | Nigeria | Bandera de Nigeria | 7:6       | Bandera de Madagascar | Madagascar |
| 18 de junio de 2011 | Casablanca | Senegal | Bandera de Senegal | 4:2       | Bandera de Egipto     | Egipto     |

### Tercer Lugar
| Fecha               | Lugar      |            |                       | Resultado       |                   |        |
| ------------------- | ---------- | ---------- | --------------------- | --------------- | ----------------- | ------ |
| 19 de junio de 2011 | Casablanca | Madagascar | Bandera de Madagascar | 4:4 Penales 0-1 | Bandera de Egipto | Egipto |

### Final
| Fecha               | Lugar      |         |                    | Resultado |                    |         |
| ------------------- | ---------- | ------- | ------------------ | --------- | ------------------ | ------- |
| 19 de junio de 2011 | Casablanca | Nigeria | Bandera de Nigeria | 4:7       | Bandera de Senegal | Senegal |

## Campeón
| Bandera de Senegal    |
| 2° Campeonato Senegal |

## Premios
| Mejor Jugador (JMV)                              | Mejor Jugador (JMV) | Mejor Jugador (JMV) |
| ------------------------------------------------ | ------------------- | ------------------- |
| Isiaka Olawale                                   |                     |                     |
| Goleador(es)                                     |                     |                     |
| Pape Jean Koukpaki, Babacar Fall, Isiaka Olawale |                     |                     |
| 8 goles                                          |                     |                     |
| Mejor Portero                                    |                     |                     |
| Al Seyni Ndiaye                                  |                     |                     |
| Premio FIFA Fair Play                            |                     |                     |
| Mustapha El Hadaoui                              |                     |                     |

## Equipos Clasificados
| Bandera de Senegal | Bandera de Nigeria |
| Senegal            | Nigeria            |

## Estadísticas y Tabla General
| Equipo | Equipo          | Pts | PJ | PG | PEN | PP | GF | GC | Dif | Rend |
| ------ | --------------- | --- | -- | -- | --- | -- | -- | -- | --- | ---- |
| 1      | Senegal         | 12  | 5  | 5  | 0   | 0  | 23 | 12 | +11 | 100% |
| 2      | Nigeria         | 9   | 5  | 4  | 0   | 1  | 24 | 20 | +4  | 80%  |
| 3      | Egipto          | 8   | 5  | 3  | 1   | 1  | 13 | 11 | +2  | 80%  |
| 4      | Madagascar      | 3   | 5  | 1  | 0   | 4  | 16 | 16 | +0  | 20%  |
| 5      | Marruecos       | 6   | 3  | 2  | 0   | 1  | 14 | 13 | +1  | 66%  |
| 6      | Argelia         | 3   | 3  | 1  | 0   | 2  | 14 | 19 | -5  | 33%  |
| 7      | Costa de Marfil | 3   | 3  | 1  | 0   | 2  | 11 | 12 | -1  | 33%  |
| 8      | Libia           | 0   | 3  | 0  | 0   | 3  | 12 | 17 | -5  | 0%   |
| 9      | Sudáfrica       | 0   | 2  | 0  | 0   | 2  | 4  | 11 | -7  | 0%   |